# Gustaf Edgren

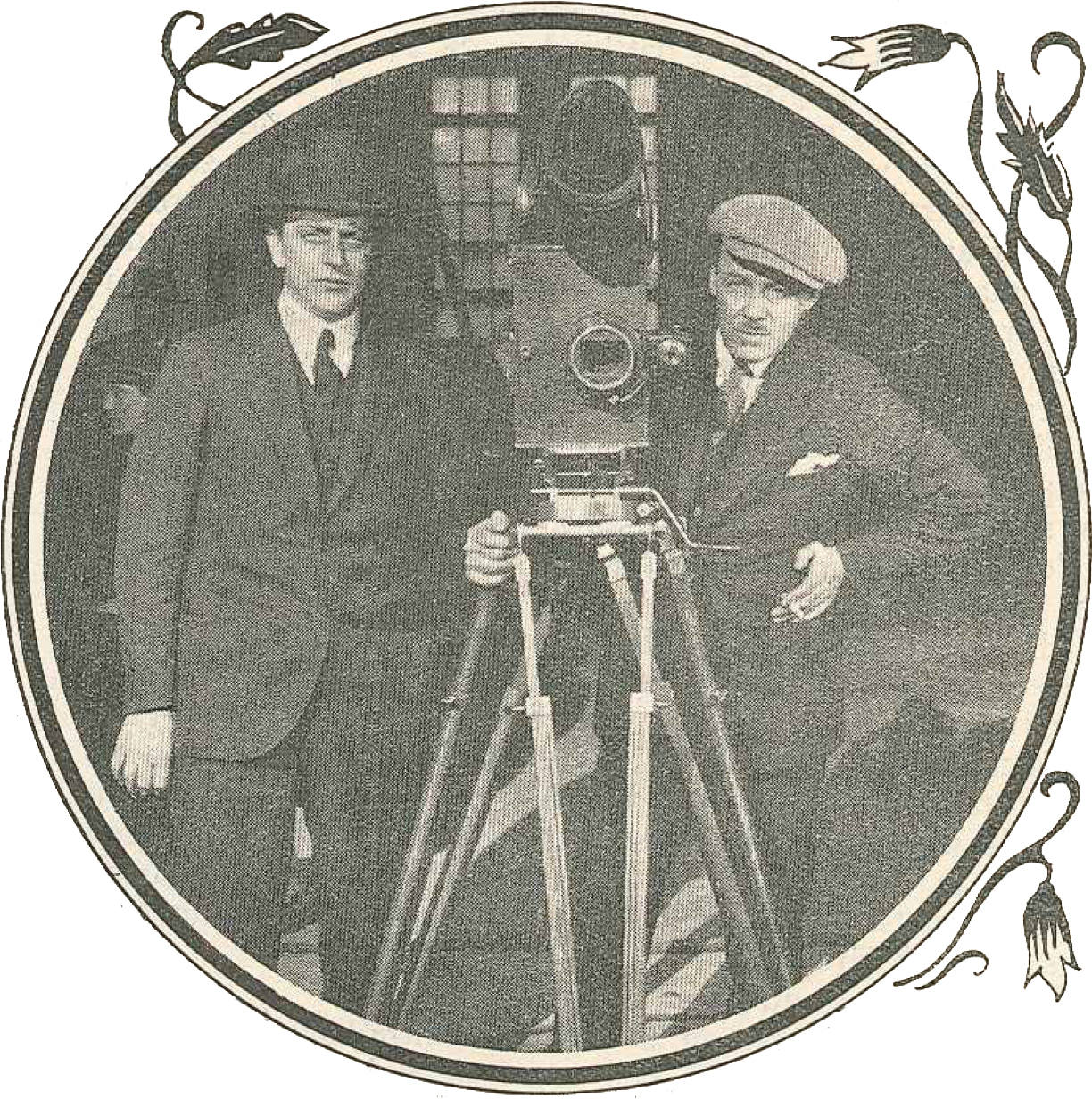
Gustaf Edgren (izq.) con Hugo Edlund en 1928

Gustaf Edgren (1 de abril de 1895 – 10 de junio de 1954) fue un director, guionista y productor cinematográfico de nacionalidad sueca.

## Biografía
Su nombre completo era Erik Gustaf Edgren, y nació en el Municipio de Karlstad, Suecia. Edgren se inició como coreógrafo en la película Värmlänningarna en 1921, interpretando además un papel secundario. Fue un director totalmente autodidacta, y debutó como tal en 1922 con el film Fröken på Björneborg, escribiendo también el guion y encargándose de la producción. La productora, Värmlandsfilm, era de su propiedad, y rodó con ella un total de seis películas antes de pasar a SF Studios en el año 1927. 
Edgren fue un director muy popular, el más rentable de SF Studios en dos décadas. Su fama era debida en parte al ser el descubridor de Fridolf Rhudin, al que lanzó en sus películas como comediante. Tuvieron especial éxito sus cintas rodadas entre 1927 y 1934.
Era asiduo al género de películas folklustspel y bygdespel (cine de temática popular y folclórica), siendo ejemplo de ello sus cintas Fröken på Björneborg y Värmlänningarna (1932). También rodó películas de temática política como la comedia basada en una historia de Erik Lindorm Röda dagen (1931), y Karl Fredrik regerar (1934). Tras Valborgsmässoafton (1935) realizó películas de menor éxito, antes de retomar la fama con Katrina (1943) y Driver dagg faller regn (1946).
Gustaf Edgren falleció en Estocolmo, Suecia, en 1954. En 1924 se había casado con la actriz Svea Hellberg, nacida en 1896 y fallecida en el año de su boda. En 1927 se casó con Linnéa Spångberg (1904–1981).

## Filmografía

### Director
- 1922 : Fröken på Björneborg
- 1923 : Närkingarna
- 1924 : Trollebokungen
- 1925 : Styrman Karlssons flammor
- 1925 : Skeppargatan 40
- 1926 : Hon, Han och Andersson
- 1927 : Spökbaronen
- 1928 : Svarte Rudolf
- 1929 : Konstgjorda Svensson
- 1930 : Kronans kavaljerer
- 1931 : Trötte Teodor
- 1931 : Röda dagen
- 1931 : Skepp ohoj!
- 1932 : Värmlänningarna
- 1934 : Simon i Backabo
- 1934 : Karl Fredrik regerar
- 1935 : Valborgsmässoafton
- 1936 : Johan Ulfstjerna
- 1937 : John Ericsson - segraren vid Hampton Roads
- 1937 : Ryska snuvan
- 1938 : Styrman Karlssons flammor
- 1940 : Stora famnen
- 1943 : Katrina
- 1943 : Lille Napoleon
- 1944 : Dolly tar chansen
- 1945 : Hans Majestät får vänta
- 1946 : Driver dagg faller regn
- 1946 : Kristin kommenderar
- 1947 : Tösen från Stormyrtorpet
- 1948 : En svensk tiger
- 1948 : Flottans kavaljerer
- 1949 : Svenske ryttaren
- 1951 : Sköna Helena

### Guionista
- 1922 : Fröken på Björneborg
- 1923 : Närkingarna
- 1924 : Trollebokungen
- 1925 : Styrman Karlssons flammor
- 1925 : Skeppargatan 40
- 1926 : Hon, Han och Andersson
- 1927 : Spökbaronen
- 1928 : Svarte Rudolf
- 1929 : Konstgjorda Svensson
- 1930 : Kronans kavaljerer
- 1931 : Röda dagen
- 1931 : Skepp ohoj!
- 1932 : Värmlänningarna
- 1934 : Fasters millioner
- 1935 : Valborgsmässoafton
- 1936 : Johan Ulfstjerna
- 1937 : John Ericsson - segraren vid Hampton Roads
- 1937 : Ryska snuvan
- 1940 : Stora famnen
- 1943 : Katrina
- 1943 : Lille Napoleon
- 1944 : Dolly tar chansen
- 1945 : Hans Majestät får vänta
- 1946 : Driver dagg faller regn
- 1946 : Kristin kommenderar
- 1947 : Tösen från Stormyrtorpet
- 1948 : En svensk tiger
- 1948 : Flottans kavaljerer
- 1949 : Svenske ryttaren
- 1951 : Sköna Helena

### Productor
- 1922 : Fröken på Björneborg
- 1923 : Närkingarna
- 1924 : Trollebokungen
- 1925 : Styrman Karlssons flammor
- 1925 : Skeppargatan 40
- 1926 : Hon, Han och Andersson

### Actor
- 1921 : Värmlänningarna
- 1931 : Brokiga Blad
- 1931 : Trötte Teodor
- 1934 : Karl Fredrik regerar
- 1943 : SF-journalen 1943 Solna blir stad
- 1946 : Den gamla goda tiden